# 歐洲人民和民族聯盟
歐洲人民和民族聯盟 （EAPN）是一個歐洲懷疑主義，民族主義和右翼政黨參與2019年歐洲議會選舉的聯盟。選後組成黨團「認同與民主」。

## 歷史
2019年4月8日，由馬泰奧·薩爾維尼在米蘭成立。
然而，相反，身份和民主組織取而代之，MENL更名為「認同與民主黨」與其議會團體相匹配。

## 政黨列表
以下列出已經加入的黨團
- 奧地利自由黨
- 北方聯盟
- 弗拉芒利益
- 丹麥人民黨
- 愛沙尼亞保守人民黨
- 正統芬蘭人黨
- 國民聯盟
- 德國另類選擇

## 另見
- 民族和自由欧洲
- 自由和直接民主歐洲
- 運動